# 熊本県立菊池農業高等学校
熊本県立菊池農業高等学校（くまもとけんりつ きくちのうぎょうこうとうがっこう, Kumamoto Prefectural Kikuchi Agricultural High School）は、熊本県菊池市泗水町吉富にある県立の農業高等学校。略称は「菊農」（きくのう）。

## 概要
歴史
1964年（昭和39年）に「熊本県立菊池農蚕高等学校」と「熊本県立菊池西農業高等学校」が統合して開校。なお、創立年は菊池農蚕高等学校の前身である「菊池郡立菊池北部農業学校」が開校した1903年（明治36年）としている。2013年（平成25年）に創立110周年を迎えた。
学区
熊本県全域
設置課程・学科
全日制課程 農業科・園芸科・畜産科学科・食品化学科・生活文化科の5学科
校訓・綱領
- 向学創造の精神を培う
- 敬愛協同の美徳を養う
- 勤労剛健の気風を興す

校章
校章の横線二本は菊池農蚕校と菊池西農校の統合を表し、所在地の菊池の「キ」を図案化している。
縦線は米と繭の形を合わせ示している。
下部に「菊池」の「菊」の花を配し、全体的に末広がりの形で、永遠の発展を象徴したものである。
同窓会
「緑水会」と称している。
寄宿舎
「花房寮」を有している。
関連校
驪州自営農業高等学校（大韓民国）

## 沿革
旧・菊池農蚕高等学校
- 1903年（明治36年）- 「菊池郡立菊池北部農業学校」として設立
- 1908年（明治41年）- 「組合立菊池農業学校」と改称。
- 1922年（大正11年）- 県立移管に伴い、「熊本県立菊池蚕業学校」と改称。
- 1928年（昭和3年）- 「熊本県立菊池農蚕学校」と改称。
- 1948年（昭和23年）4月 - 学制改革に伴い、「熊本県立菊池農蚕高等学校」と改称。
- 1949年（昭和24年）4月 - 熊本県立菊池高等学校に統合され、「熊本県立菊池総合高等学校農業科・養蚕科」となる。
- 1953年（昭和28年）4月 - 菊池総合高等学校より、農業科と養蚕科が分離し、「熊本県立菊池農蚕高等学校」として独立。

旧・菊池西農業高等学校
- 1906年（明治39年）- 「菊池郡泗水村外4ヶ村教育土木組合立西部高等小学校付設農業補習学校」として発足。
- 1913年（大正2年）- 「菊池西部実習補習学校」として独立。
- 1925年（大正14年）- 「組合立菊池西部実業学校」が開校。
- 1944年（昭和19年）- 「熊本県菊池西部農業学校」と改称。
- 1948年（昭和23年）- 学制改革・県立移管により、「熊本県立菊池西部高等学校」と改称。
- 1953年（昭和28年）- 「熊本県立菊池西農業高等学校」と改称。

菊池農業高等学校
- 1964年（昭和39年）4月 - 熊本県立菊池農蚕高等学校と熊本県立菊池西農業高等学校が統合され、「熊本県立菊池農業高等学校」（現校名）が発足。
- 2013年（平成25年）4月 - 制服が新しいデザインになる。

## 著名な出身者
蔵田照美（元ハンドボール選手）